# Miami Springs
Miami Springs város az USA Florida államában, Miami-Dade megyében. Lakosainak száma 13 859 fő (2020. április 1.).

## Népesség
A település népességének változása:

| 2010 | 13 809 |
| 2020 | 13 859 |